# Interlands Boliviaans voetbalelftal 1990-1999
Deze pagina toont een chronologisch en gedetailleerd overzicht van de interlands die het Boliviaans voetbalelftal speelde in de periode 1990 – 1999.

## Interlands

### 1990
- Geen officiële interlands gespeeld

### 1991
|                                                     |         |                      |          | |
| 14 juni Copa Paz del Chaco № 183 «onderlinge duels» | Bolivia | 0 – 1                | Paraguay | Estadio Ramón Tahuichi Aguilera, Santa Cruz Toeschouwers: 8.000 Scheidsrechter: Jorge Antequera (BOL) |
| 14 juni Copa Paz del Chaco № 183 «onderlinge duels» |         | 70' Gabriel González |          | Estadio Ramón Tahuichi Aguilera, Santa Cruz Toeschouwers: 8.000 Scheidsrechter: Jorge Antequera (BOL) |

|                                                     |          |       |         |                                                                                                  |
| 16 juni Copa Paz del Chaco № 184 «onderlinge duels» | Paraguay | 0 – 0 | Bolivia | Estadio Defensores del Chaco, Asunción Toeschouwers: 8.000 Scheidsrechter: Efigenio Verdun (PAR) |
| 16 juni Copa Paz del Chaco № 184 «onderlinge duels» |          |       |         | Estadio Defensores del Chaco, Asunción Toeschouwers: 8.000 Scheidsrechter: Efigenio Verdun (PAR) |

| Copa América 1991 |
| ----------------- |

|                                                      |                        |       |                         |                                                                                          |
| 7 juli Copa América Groep B № 185 «onderlinge duels» | Bolivia                | 1 – 1 | Uruguay                 | Estadio Playa Ancha, Valparaíso Toeschouwers: 10.000 Scheidsrechter: Carlos Maciel (PAR) |
| 7 juli Copa América Groep B № 185 «onderlinge duels» | Juan Berthy Suárez 16' |       | 73' Ramón Víctor Castro | Estadio Playa Ancha, Valparaíso Toeschouwers: 10.000 Scheidsrechter: Carlos Maciel (PAR) |

|                                                      |                           |       |                          |                                                                                         |
| 9 juli Copa América Groep B № 186 «onderlinge duels» | Brazilië                  | 2 – 1 | Bolivia                  | Estadio Sausalito, Viña del Mar Toeschouwers: 18.430 Scheidsrechter: José Ramirez (PER) |
| 9 juli Copa América Groep B № 186 «onderlinge duels» | Neto 5' (pen.) Branco 47' |       | 89' (pen.) Erwin Sánchez | Estadio Sausalito, Viña del Mar Toeschouwers: 18.430 Scheidsrechter: José Ramirez (PER) |

|                                                       |          |       |         |                                                                                             |
| 11 juli Copa América Groep B № 187 «onderlinge duels» | Colombia | 0 – 0 | Bolivia | Estadio Sausalito, Viña del Mar Toeschouwers: 15.000 Scheidsrechter: Francisco Farias (VEN) |
| 11 juli Copa América Groep B № 187 «onderlinge duels» |          |       |         | Estadio Sausalito, Viña del Mar Toeschouwers: 15.000 Scheidsrechter: Francisco Farias (VEN) |

|                                                       |                                                                            |       |         |                                                                                          |
| 13 juli Copa América Groep B № 188 «onderlinge duels» | Ecuador                                                                    | 4 – 0 | Bolivia | Estadio Sausalito, Viña del Mar Toeschouwers: 19.000 Scheidsrechter: Gastón Castro (CHI) |
| 13 juli Copa América Groep B № 188 «onderlinge duels» | Álex Aguinaga 32' Raúl Avilés 42' Raúl Avilés 73' Erwin Ramírez 79' (pen.) |       |         | Estadio Sausalito, Viña del Mar Toeschouwers: 19.000 Scheidsrechter: Gastón Castro (CHI) |

### 1992
- Geen officiële interlands gespeeld

### 1993
|                                                       |                                                                  |       |                   |                                                                                  |
| 29 januari Vriendschappelijk № 189 «onderlinge duels» | Bolivia                                                          | 3 – 1 | Honduras          | Estadio Félix Capriles, Cochabamba Toeschouwers: 15.000 Scheidsrechter: onbekend |
| 29 januari Vriendschappelijk № 189 «onderlinge duels» | Gustavo Quinteros 4' Johnny Villarroel 57' Johnny Villarroel 75' |       | 24' Nicolás Suazo | Estadio Félix Capriles, Cochabamba Toeschouwers: 15.000 Scheidsrechter: onbekend |

|                                                     |                        |       |         |                                                                                      |
| 3 maart Copa Paz del Chaco № 190 «onderlinge duels» | Paraguay               | 1 – 0 | Bolivia | Estadio Defensores del Chaco, Asunción Toeschouwers: 25.000 Scheidsrechter: onbekend |
| 3 maart Copa Paz del Chaco № 190 «onderlinge duels» | Felipe Nery Franco 89' |       |         | Estadio Defensores del Chaco, Asunción Toeschouwers: 25.000 Scheidsrechter: onbekend |

|                                                     |                                       |       |                                           |                                                                               |
| 12 maart Vriendschappelijk № 191 «onderlinge duels» | El Salvador                           | 2 – 2 | Bolivia                                   | Estadio Cuscatlán, San Salvador Toeschouwers: 10.000 Scheidsrechter: onbekend |
| 12 maart Vriendschappelijk № 191 «onderlinge duels» | Raúl Díaz Arce 41' Raúl Díaz Arce 72' |       | 33' Johnny Villarroel 88' Ramiro Castillo | Estadio Cuscatlán, San Salvador Toeschouwers: 10.000 Scheidsrechter: onbekend |

|                                                     |          |       |         | |
| 14 maart Vriendschappelijk № 192 «onderlinge duels» | Honduras | 0 – 0 | Bolivia | Estadio Francisco Morazán, San Pedro Sula Toeschouwers: 12.178 Scheidsrechter: Argelio Sabillon (HON) |
| 14 maart Vriendschappelijk № 192 «onderlinge duels» |          |       |         | Estadio Francisco Morazán, San Pedro Sula Toeschouwers: 12.178 Scheidsrechter: Argelio Sabillon (HON) |

|                                                     |          |       |         |                                                                                      |
| 16 maart Vriendschappelijk № 193 «onderlinge duels» | Honduras | 0 – 0 | Bolivia | Estadio Nacional, Tegucigalpa Toeschouwers: 8.000 Scheidsrechter: José Ramírez (HON) |
| 16 maart Vriendschappelijk № 193 «onderlinge duels» |          |       |         | Estadio Nacional, Tegucigalpa Toeschouwers: 8.000 Scheidsrechter: José Ramírez (HON) |

|                                                     |                                              |       |                      |                                                                                        |
| 31 maart Vriendschappelijk № 194 «onderlinge duels» | Chili                                        | 2 – 1 | Bolivia              | Estadio Carlos Dittborn, Arica Toeschouwers: 9.580 Scheidsrechter: Enrique Marín (CHI) |
| 31 maart Vriendschappelijk № 194 «onderlinge duels» | Fabián Estay 59' (pen.) José Luis Sierra 70' |       | 61' Juan Carlos Rios | Estadio Carlos Dittborn, Arica Toeschouwers: 9.580 Scheidsrechter: Enrique Marín (CHI) |

|                                                   |                  |       |         |                                                                                |
| 23 mei Vriendschappelijk № 195 «onderlinge duels» | Verenigde Staten | 0 – 0 | Bolivia | Titan Stadium, Fullerton Toeschouwers: 12.178 Scheidsrechter: Brian Hall (USA) |
| 23 mei Vriendschappelijk № 195 «onderlinge duels» |                  |       |         | Titan Stadium, Fullerton Toeschouwers: 12.178 Scheidsrechter: Brian Hall (USA) |

|                                                    |                                       |       |                       |                                                                                             |
| 27 mei Copa Paz del Chaco № 196 «onderlinge duels» | Bolivia                               | 2 – 1 | Paraguay              | Estadio Félix Capriles, Cochabamba Toeschouwers: 12.000 Scheidsrechter: Enrique Marín (CHI) |
| 27 mei Copa Paz del Chaco № 196 «onderlinge duels» | Jaime Moreno 21' Juan Carlos Ríos 87' |       | 71' Virgilio Ferreira | Estadio Félix Capriles, Cochabamba Toeschouwers: 12.000 Scheidsrechter: Enrique Marín (CHI) |

|                                                   |                     |       |         |                                                                                 |
| 6 juni Vriendschappelijk № 197 «onderlinge duels» | Peru                | 1 – 0 | Bolivia | Estadio Nacional, Lima Toeschouwers: 5.000 Scheidsrechter: Luis Seminario (PER) |
| 6 juni Vriendschappelijk № 197 «onderlinge duels» | Andres González 22' |       |         | Estadio Nacional, Lima Toeschouwers: 5.000 Scheidsrechter: Luis Seminario (PER) |

|                                                    |                         |       |                                                           |                                                                                       |
| 13 juni Vriendschappelijk № 198 «onderlinge duels» | Bolivia                 | 1 – 3 | Chili                                                     | Estadio Hernando Siles, La Paz Toeschouwers: 17.165 Scheidsrechter: René Ortube (BOL) |
| 13 juni Vriendschappelijk № 198 «onderlinge duels» | Marco Antonio Sandy 48' |       | 16' José Luis Sierra 31' Marco Figueroa 56' Juan Castillo | Estadio Hernando Siles, La Paz Toeschouwers: 17.165 Scheidsrechter: René Ortube (BOL) |

| Copa América 1993 |
| ----------------- |

|                                                       |                       |       |         |                                                                                             |
| 17 juni Copa América Groep C № 199 «onderlinge duels» | Argentinië            | 1 – 0 | Bolivia | Estadio George Capwell, Guayaquil Toeschouwers: 16.000 Scheidsrechter: Arturo Angeles (USA) |
| 17 juni Copa América Groep C № 199 «onderlinge duels» | Gabriel Batistuta 53' |       |         | Estadio George Capwell, Guayaquil Toeschouwers: 16.000 Scheidsrechter: Arturo Angeles (USA) |

|                                                       |                             |       |                      |                                                                                      |
| 20 juni Copa América Groep C № 200 «onderlinge duels» | Colombia                    | 1 – 1 | Bolivia              | Estadio 9 de Mayo, Machala Toeschouwers: 11.000 Scheidsrechter: Márcio Rezende (BRA) |
| 20 juni Copa América Groep C № 200 «onderlinge duels» | Orlando Maturana 18' (pen.) |       | 14' Marco Etcheverry | Estadio 9 de Mayo, Machala Toeschouwers: 11.000 Scheidsrechter: Márcio Rezende (BRA) |

|                                                       |        |       |         |                                                                                               |
| 23 juni Copa América Groep C № 201 «onderlinge duels» | Mexico | 0 – 0 | Bolivia | Estadio Reales Tamarindos, Portoviejo Toeschouwers: 20.000 Scheidsrechter: Jorge Nieves (URU) |
| 23 juni Copa América Groep C № 201 «onderlinge duels» |        |       |         | Estadio Reales Tamarindos, Portoviejo Toeschouwers: 20.000 Scheidsrechter: Jorge Nieves (URU) |

|  |  |  |  |  |  |  |  |  |

|                                                  |                      |       | | |
| 18 juli WK-kwalificatie № 202 «onderlinge duels» | Venezuela            | 1 – 7 | Bolivia | Estadio Polideportivo Cachamay, Puerto Ordaz Toeschouwers: 12.000 Scheidsrechter: Berny Ulloa (CRC) |
| 18 juli WK-kwalificatie № 202 «onderlinge duels» | Oswaldo Palencia 14' |       | 25' Erwin Sánchez 37' Luis Ramallo 39' Luis Cristaldo 61' Luis Ramallo 64' Erwin Sánchez 68' Luis Ramallo 70' Erwin Sánchez | Estadio Polideportivo Cachamay, Puerto Ordaz Toeschouwers: 12.000 Scheidsrechter: Berny Ulloa (CRC) |

|                                                  |                                      |       |          |                                                                                        |
| 25 juli WK-kwalificatie № 203 «onderlinge duels» | Bolivia                              | 2 – 0 | Brazilië | Estadio Hernando Siles, La Paz Toeschouwers: 42.611 Scheidsrechter: Juan Escobar (PAR) |
| 25 juli WK-kwalificatie № 203 «onderlinge duels» | Alvaro Peña 88' Marco Etcheverry 89' |       |          | Estadio Hernando Siles, La Paz Toeschouwers: 42.611 Scheidsrechter: Juan Escobar (PAR) |

|                                                     |                                                        |       |                      |                                                                                         |
| 8 augustus WK-kwalificatie № 204 «onderlinge duels» | Bolivia                                                | 3 – 1 | Uruguay              | Estadio Hernando Siles, La Paz Toeschouwers: 44.576 Scheidsrechter: Iván Guerrero (CHI) |
| 8 augustus WK-kwalificatie № 204 «onderlinge duels» | Erwin Sánchez 71' Marco Etcheverry 81' Alvaro Peña 86' |       | 90' Enzo Francescoli | Estadio Hernando Siles, La Paz Toeschouwers: 44.576 Scheidsrechter: Iván Guerrero (CHI) |

|                                                      |                  |       |         |                                                                                        |
| 15 augustus WK-kwalificatie № 205 «onderlinge duels» | Bolivia          | 1 – 0 | Ecuador | Estadio Hernando Siles, La Paz Toeschouwers: 47.500 Scheidsrechter: Hernán Silva (CHI) |
| 15 augustus WK-kwalificatie № 205 «onderlinge duels» | Luis Ramallo 18' |       |         | Estadio Hernando Siles, La Paz Toeschouwers: 47.500 Scheidsrechter: Hernán Silva (CHI) |

|                                                      | |       |           |                                                                                         |
| 22 augustus WK-kwalificatie № 206 «onderlinge duels» | Bolivia | 7 – 0 | Venezuela | Estadio Hernando Siles, La Paz Toeschouwers: 40.000 Scheidsrechter: Sabino Farina (PAR) |
| 22 augustus WK-kwalificatie № 206 «onderlinge duels» | Luis Ramallo 8' Milton Melgar 58' Erwin Sánchez 69' Marco Sandy 75' Marco Etcheverry 78' Marco Etcheverry 82' Milton Melgar 90' |       |           | Estadio Hernando Siles, La Paz Toeschouwers: 40.000 Scheidsrechter: Sabino Farina (PAR) |

|                                                      |                                                                       |       |         |                                                                                      |
| 29 augustus WK-kwalificatie № 207 «onderlinge duels» | Brazilië                                                              | 6 – 0 | Bolivia | Estádio do Arruda, Recife Toeschouwers: 72.000 Scheidsrechter: Oscar Velásquez (PAR) |
| 29 augustus WK-kwalificatie № 207 «onderlinge duels» | Raí 12' Müller 18' Bebeto 22' Branco 36' Ricardo Gomes 44' Bebeto 60' |       |         | Estádio do Arruda, Recife Toeschouwers: 72.000 Scheidsrechter: Oscar Velásquez (PAR) |

|                                                       |                                               |       |                  |                                                                                               |
| 12 september WK-kwalificatie № 208 «onderlinge duels» | Uruguay                                       | 2 – 1 | Bolivia          | Estadio Centenario, Montevideo Toeschouwers: 58.000 Scheidsrechter: Armando Pérez Hoyos (COL) |
| 12 september WK-kwalificatie № 208 «onderlinge duels» | Enzo Francescoli 3' (pen.) Daniel Fonseca 51' |       | 23' Luis Ramallo | Estadio Centenario, Montevideo Toeschouwers: 58.000 Scheidsrechter: Armando Pérez Hoyos (COL) |

|                                                       |                  |       |                  |                                                                                           |
| 19 september WK-kwalificatie № 209 «onderlinge duels» | Ecuador          | 1 – 1 | Bolivia          | Estadio Monumental, Guayaquil Toeschouwers: 10.000 Scheidsrechter: John Toro Rendon (COL) |
| 19 september WK-kwalificatie № 209 «onderlinge duels» | Raúl Noriega 72' |       | 45' Luis Ramallo | Estadio Monumental, Guayaquil Toeschouwers: 10.000 Scheidsrechter: John Toro Rendon (COL) |

### 1994
|                                                     |                  |       |                  |                                                                               |
| 18 februari Joe Robbie Cup № 210 «onderlinge duels» | Verenigde Staten | 1 – 1 | Bolivia          | Orange Bowl, Miami Toeschouwers: 15.676 Scheidsrechter: Gilberto Alcala (MEX) |
| 18 februari Joe Robbie Cup № 210 «onderlinge duels» | Cobi Jones 78'   |       | 44' Jaime Moreno | Orange Bowl, Miami Toeschouwers: 15.676 Scheidsrechter: Gilberto Alcala (MEX) |

|                                                     |                                             |       |         |                                                                             |
| 20 februari Joe Robbie Cup № 211 «onderlinge duels» | Colombia                                    | 2 – 0 | Bolivia | Orange Bowl, Miami Toeschouwers: 20.171 Scheidsrechter: Jack d'Aquila (USA) |
| 20 februari Joe Robbie Cup № 211 «onderlinge duels» | Miguel Asprilla 29' Wilson Pérez 77' (pen.) |       |         | Orange Bowl, Miami Toeschouwers: 20.171 Scheidsrechter: Jack d'Aquila (USA) |

|                                                     |                               |       |                                             |                                                                            |
| 26 maart Vriendschappelijk № 212 «onderlinge duels» | Verenigde Staten              | 2 – 2 | Bolivia                                     | Cotton Bowl, Dallas Toeschouwers: 26.385 Scheidsrechter: Hugh Dallas (SCO) |
| 26 maart Vriendschappelijk № 212 «onderlinge duels» | Hugo Pérez 31' Hugo Pérez 48' |       | 12' Julio César Baldivieso 77' Mario Pinedo | Cotton Bowl, Dallas Toeschouwers: 26.385 Scheidsrechter: Hugh Dallas (SCO) |

|                                                    |          |                  |         | |
| 7 april Vriendschappelijk № 213 «onderlinge duels» | Colombia | 0 – 1            | Bolivia | Estadio Manuel Calle Lombana, Villavicencio Toeschouwers: 15.000 Scheidsrechter: Felipe Russi (COL) |
| 7 april Vriendschappelijk № 213 «onderlinge duels» |          | 52' Mario Pinedo |         | Estadio Manuel Calle Lombana, Villavicencio Toeschouwers: 15.000 Scheidsrechter: Felipe Russi (COL) |

|                                                     |                                                            |       |         |                                                                                        |
| 20 april Vriendschappelijk № 214 «onderlinge duels» | Roemenië                                                   | 3 – 0 | Bolivia | Stadionul Ghencea, Boekarest Toeschouwers: 8.000 Scheidsrechter: Ion Crăciunescu (ROM) |
| 20 april Vriendschappelijk № 214 «onderlinge duels» | Ilie Dumitrescu 23' Ilie Dumitrescu 48' Radu Niculescu 62' |       |         | Stadionul Ghencea, Boekarest Toeschouwers: 8.000 Scheidsrechter: Ion Crăciunescu (ROM) |

|                                                  |                   |       |               |                                                                                        |
| 4 mei Vriendschappelijk № 215 «onderlinge duels» | Bolivia           | 1 – 0 | Saoedi-Arabië | Stade Pierre-de-Coubertin, Cannes Toeschouwers: 700 Scheidsrechter: Remi Harrell (FRA) |
| 4 mei Vriendschappelijk № 215 «onderlinge duels» | Erwin Sánchez 79' |       |               | Stade Pierre-de-Coubertin, Cannes Toeschouwers: 700 Scheidsrechter: Remi Harrell (FRA) |

|                                                   |                 |       |                 |                                                                                              |
| 11 mei Vriendschappelijk № 216 «onderlinge duels» | Bolivia         | 1 – 1 | Kameroen        | Georgios Karaiskákis Stadion, Piraeus Toeschouwers: 600 Scheidsrechter: Karl Finzinger (AUT) |
| 11 mei Vriendschappelijk № 216 «onderlinge duels» | Álvaro Peña 62' |       | 9' Samuel Ekémé | Georgios Karaiskákis Stadion, Piraeus Toeschouwers: 600 Scheidsrechter: Karl Finzinger (AUT) |

|                                                   |             |       |         |                                                                                               |
| 13 mei Vriendschappelijk № 217 «onderlinge duels» | Griekenland | 0 – 0 | Bolivia | Georgios Karaiskákis Stadion, Piraeus Toeschouwers: 2.661 Scheidsrechter: Alfred Wieser (AUT) |
| 13 mei Vriendschappelijk № 217 «onderlinge duels» |             |       |         | Georgios Karaiskákis Stadion, Piraeus Toeschouwers: 2.661 Scheidsrechter: Alfred Wieser (AUT) |

|                                                   |                         |       |         |                                                                                   |
| 19 mei Vriendschappelijk № 218 «onderlinge duels» | IJsland                 | 1 – 0 | Bolivia | Laugardalsvöllur, Reykjavík Toeschouwers: 2.707 Scheidsrechter: Lars Gerner (DEN) |
| 19 mei Vriendschappelijk № 218 «onderlinge duels» | Þorvaldur Örlygsson 43' |       |         | Laugardalsvöllur, Reykjavík Toeschouwers: 2.707 Scheidsrechter: Lars Gerner (DEN) |

|                                                   |                   |       |         |                                                                                |
| 24 mei Vriendschappelijk № 219 «onderlinge duels» | Ierland           | 1 – 0 | Bolivia | Lansdowne Road, Dublin Toeschouwers: 32.500 Scheidsrechter: Alan Howells (WAL) |
| 24 mei Vriendschappelijk № 219 «onderlinge duels» | John Sheridan 85' |       |         | Lansdowne Road, Dublin Toeschouwers: 32.500 Scheidsrechter: Alan Howells (WAL) |

|                                                   |         |       |      | |
| 8 juni Vriendschappelijk № 220 «onderlinge duels» | Bolivia | 0 – 0 | Peru | Estadio Ramón Tahuichi Aguilera, Santa Cruz Toeschouwers: 35.000 Scheidsrechter: Pedro Saucedo (BOL) |
| 8 juni Vriendschappelijk № 220 «onderlinge duels» |         |       |      | Estadio Ramón Tahuichi Aguilera, Santa Cruz Toeschouwers: 35.000 Scheidsrechter: Pedro Saucedo (BOL) |

|                                                    |         |       |             | |
| 11 juni Vriendschappelijk № 221 «onderlinge duels» | Bolivia | 0 – 0 | Zwitserland | Complexe Sportif Claude-Robillard, Montreal Toeschouwers: 4.655 Scheidsrechter: Stephen Lodge (ENG) |
| 11 juni Vriendschappelijk № 221 «onderlinge duels» |         |       |             | Complexe Sportif Claude-Robillard, Montreal Toeschouwers: 4.655 Scheidsrechter: Stephen Lodge (ENG) |

| WK voetbal 1994 |
| --------------- |

|                                                                 |                      |       |         |                                                                                        |
| 17 juni WK-eindronde Groep C № 222 «onderlinge duels» 14:00 uur | Duitsland            | 1 – 0 | Bolivia | Soldier Field, Chicago Toeschouwers: 63.117 Scheidsrechter: Arturo Brizio Carter (MEX) |
| 17 juni WK-eindronde Groep C № 222 «onderlinge duels» 14:00 uur | Jürgen Klinsmann 61' |       |         | Soldier Field, Chicago Toeschouwers: 63.117 Scheidsrechter: Arturo Brizio Carter (MEX) |

|                                                                 |            |       |         |                                                                                       |
| 23 juni WK-eindronde Groep C № 223 «onderlinge duels» 19:30 uur | Zuid-Korea | 0 – 0 | Bolivia | Foxboro Stadium, Foxborough Toeschouwers: 54.453 Scheidsrechter: Leslie Mottram (SCO) |
| 23 juni WK-eindronde Groep C № 223 «onderlinge duels» 19:30 uur |            |       |         | Foxboro Stadium, Foxborough Toeschouwers: 54.453 Scheidsrechter: Leslie Mottram (SCO) |

|                                                                 |                   |       |                                                                          |                                                                                   |
| 27 juni WK-eindronde Groep C № 224 «onderlinge duels» 15:00 uur | Bolivia           | 1 – 3 | Spanje                                                                   | Soldier Field, Chicago Toeschouwers: 63.089 Scheidsrechter: Rodrigo Badilla (CRC) |
| 27 juni WK-eindronde Groep C № 224 «onderlinge duels» 15:00 uur | Erwin Sánchez 67' |       | 19' (pen.) Josep Guardiola 66' José Luís Caminero 71' José Luís Caminero | Soldier Field, Chicago Toeschouwers: 63.089 Scheidsrechter: Rodrigo Badilla (CRC) |

|  |  |  |  |  |  |  |  |  |

|                                                         |                        |       |                                   |                                                                                          |
| 21 september Vriendschappelijk № 225 «onderlinge duels» | Chili                  | 1 – 2 | Bolivia                           | Estadio Nacional, Santiago Toeschouwers: 12.072 Scheidsrechter: Francisco Lamolina (ARG) |
| 21 september Vriendschappelijk № 225 «onderlinge duels» | Lukas Tudor 56' (pen.) |       | 28' Luis Ramallo 81' Mario Pinedo | Estadio Nacional, Santiago Toeschouwers: 12.072 Scheidsrechter: Francisco Lamolina (ARG) |

### 1995
|                                                    |         |       |           |                                                                                           |
| 3 april Vriendschappelijk № 226 «onderlinge duels» | Bolivia | 0 – 0 | Venezuela | Estadio Ramón Tahuichi Aguilera, Santa Cruz Toeschouwers: 12.000 Scheidsrechter: onbekend |
| 3 april Vriendschappelijk № 226 «onderlinge duels» |         |       |           | Estadio Ramón Tahuichi Aguilera, Santa Cruz Toeschouwers: 12.000 Scheidsrechter: onbekend |

|                                                   |                        |       |                    | |
| 14 mei Copa Paz de Chico № 227 «onderlinge duels» | Bolivia                | 1 – 1 | Paraguay           | Estadio Félix Capriles, Cochabamba Toeschouwers: 35.000 Scheidsrechter: Luis Ángel Seminario (PER) |
| 14 mei Copa Paz de Chico № 227 «onderlinge duels» | José Milton Melgar 75' |       | 70' Fabian Esteche | Estadio Félix Capriles, Cochabamba Toeschouwers: 35.000 Scheidsrechter: Luis Ángel Seminario (PER) |

|                                                   |          |       |         |                                                                                               |
| 9 juni Copa Paz de Chico № 228 «onderlinge duels» | Paraguay | 0 – 0 | Bolivia | Estadio Manuel Ferreira, Asunción Toeschouwers: 7.000 Scheidsrechter: Jorge Luis Nieves (URU) |
| 9 juni Copa Paz de Chico № 228 «onderlinge duels» |          |       |         | Estadio Manuel Ferreira, Asunción Toeschouwers: 7.000 Scheidsrechter: Jorge Luis Nieves (URU) |

|                                                    |                         |       |                                                                   |                                                                                          |
| 18 juni Vriendschappelijk № 229 «onderlinge duels» | Venezuela               | 1 – 3 | Bolivia                                                           | Estadio José Alberto Pérez, Valera Toeschouwers: 14.000 Scheidsrechter: Raúl Pérez (VEN) |
| 18 juni Vriendschappelijk № 229 «onderlinge duels» | Juan Enrique García 38' |       | 26' Luis Cristaldo 75' Demetrio Angola 82' Julio César Baldivieso | Estadio José Alberto Pérez, Valera Toeschouwers: 14.000 Scheidsrechter: Raúl Pérez (VEN) |

|                                                   |                                                                                        |       |                         |                                                                                     |
| 1 juli Vriendschappelijk № 230 «onderlinge duels» | Peru                                                                                   | 4 – 1 | Bolivia                 | Estadio Nacional, Lima Toeschouwers: 6.362 Scheidsrechter: José Antonio Arana (PER) |
| 1 juli Vriendschappelijk № 230 «onderlinge duels» | Alberto Ramírez 28' Germán Pinillos 43' Alberto Ramírez 66' (pen.) Nolberto Solano 84' |       | 17' Marco Antonio Sandy | Estadio Nacional, Lima Toeschouwers: 6.362 Scheidsrechter: José Antonio Arana (PER) |

| Copa América 1995 |
| ----------------- |

|                                                      |                                      |       |                     |                                                                                                 |
| 8 juli Copa América Groep C № 231 «onderlinge duels» | Argentinië                           | 2 – 1 | Bolivia             | Estadio Parque Artigas, Paysandú Toeschouwers: 20.000 Scheidsrechter: Eduardo Dluzniewski (URU) |
| 8 juli Copa América Groep C № 231 «onderlinge duels» | Gabriel Batistuta 70' Abel Balbo 81' |       | 75' Demetrio Angola | Estadio Parque Artigas, Paysandú Toeschouwers: 20.000 Scheidsrechter: Eduardo Dluzniewski (URU) |

|                                                       |                      |       |                  |                                                                                             |
| 11 juli Copa América Groep C № 232 «onderlinge duels» | Bolivia              | 1 – 0 | Verenigde Staten | Estadio Parque Artigas, Paysandú Toeschouwers: 16.000 Scheidsrechter: Paolo Borgosano (VEN) |
| 11 juli Copa América Groep C № 232 «onderlinge duels» | Marco Etcheverry 23' |       |                  | Estadio Parque Artigas, Paysandú Toeschouwers: 16.000 Scheidsrechter: Paolo Borgosano (VEN) |

|                                                       |                                       |       |                             |                                                                                            |
| 14 juli Copa América Groep C № 233 «onderlinge duels» | Bolivia                               | 2 – 2 | Chili                       | Estadio Parque Artigas, Paysandú Toeschouwers: 11.000 Scheidsrechter: Alberto Tejada (PER) |
| 14 juli Copa América Groep C № 233 «onderlinge duels» | Miguel Mercado 78' Mauricio Ramos 87' |       | 55' Ivo Basay 61' Ivo Basay | Estadio Parque Artigas, Paysandú Toeschouwers: 11.000 Scheidsrechter: Alberto Tejada (PER) |

|                                                           |                                     |       |                   |                                                                                         |
| 16 juli Copa América Kwartfinale № 234 «onderlinge duels» | Uruguay                             | 2 – 1 | Bolivia           | Estadio Centenario, Montevideo Toeschouwers: 45.000 Scheidsrechter: Alfredo Rodas (ECU) |
| 16 juli Copa América Kwartfinale № 234 «onderlinge duels» | Marcelo Otero 2' Daniel Fonseca 30' |       | 71' Óscar Sánchez | Estadio Centenario, Montevideo Toeschouwers: 45.000 Scheidsrechter: Alfredo Rodas (ECU) |

|  |  |  |  |  |  |  |  |  |

|                                                       |                                       |       |                                        |                                                                                           |
| 25 oktober Vriendschappelijk № 235 «onderlinge duels» | Bolivia                               | 2 – 2 | Ecuador                                | Estadio Ramón Tahuichi Aguilera, Santa Cruz Toeschouwers: 32.000 Scheidsrechter: onbekend |
| 25 oktober Vriendschappelijk № 235 «onderlinge duels» | Marco Etcheverry 2' Erwin Sánchez 29' |       | 41' Máximo Tenorio 89' Eduardo Hurtado | Estadio Ramón Tahuichi Aguilera, Santa Cruz Toeschouwers: 32.000 Scheidsrechter: onbekend |

### 1996
|                                                       |                                    |       |           | |
| 30 januari Vriendschappelijk № 236 «onderlinge duels» | Bolivia                            | 2 – 0 | Slowakije | Estadio Ramón Tahuichi Aguilera, Santa Cruz Toeschouwers: 35.000 Scheidsrechter: Juan Carlos Lugones (BOL) |
| 30 januari Vriendschappelijk № 236 «onderlinge duels» | Rubén Tufiño 10' Roly Paniagua 35' |       |           | Estadio Ramón Tahuichi Aguilera, Santa Cruz Toeschouwers: 35.000 Scheidsrechter: Juan Carlos Lugones (BOL) |

|                                                       |                        |       |                   |                                                                                              |
| 3 februari Vriendschappelijk № 237 «onderlinge duels» | Bolivia                | 1 – 1 | Chili             | Estadio Félix Capriles, Cochabamba Toeschouwers: 24.130 Scheidsrechter: Armando Aliaga (BOL) |
| 3 februari Vriendschappelijk № 237 «onderlinge duels» | Juan Berthy Suárez 31' |       | 49' Javier Margas | Estadio Félix Capriles, Cochabamba Toeschouwers: 24.130 Scheidsrechter: Armando Aliaga (BOL) |

|                                                        |                     |       |                                                                         |                                                                                      |
| 11 februari Vriendschappelijk № 238 «onderlinge duels» | Peru                | 1 – 3 | Bolivia                                                                 | Estadio Nacional, Lima Toeschouwers: 12.000 Scheidsrechter: José Antonio Arana (PER) |
| 11 februari Vriendschappelijk № 238 «onderlinge duels» | Germán Pinillos 71' |       | 26' (pen.) Julio César Baldivieso 53' Roly Paniagua 73' Ramiro Castillo | Estadio Nacional, Lima Toeschouwers: 12.000 Scheidsrechter: José Antonio Arana (PER) |

|                                                        |                                                                                 |       |                            |                                                                                     |
| 14 februari Vriendschappelijk № 239 «onderlinge duels» | Bolivia                                                                         | 4 – 1 | Paraguay                   | Estadio Patria, Sucre Toeschouwers: 8.000 Scheidsrechter: Juan Carlos Lugones (BOL) |
| 14 februari Vriendschappelijk № 239 «onderlinge duels» | Ramiro Castillo 8' Rubén Tufiño 57' Juan Berthy Suárez 62' Marco Etcheverry 85' |       | 55' (pen.) Juan Villamayor | Estadio Patria, Sucre Toeschouwers: 8.000 Scheidsrechter: Juan Carlos Lugones (BOL) |

|                                                    |                                       |       |      |                                                                                                 |
| 7 maart Vriendschappelijk № 240 «onderlinge duels» | Bolivia                               | 2 – 0 | Peru | Estadio Ramón Tahuichi Aguilera, Santa Cruz Toeschouwers: 8.000 Scheidsrechter: Juan Luna (BOL) |
| 7 maart Vriendschappelijk № 240 «onderlinge duels» | Milton Coimbra 46' Milton Coimbra 51' |       |      | Estadio Ramón Tahuichi Aguilera, Santa Cruz Toeschouwers: 8.000 Scheidsrechter: Juan Luna (BOL) |

|                                                     |                                                                                  |       |                   |                                                                                             |
| 28 maart Vriendschappelijk № 241 «onderlinge duels» | Colombia                                                                         | 4 – 1 | Bolivia           | Estadio Atanasio Girardot, Medellín Toeschouwers: 25.500 Scheidsrechter: Felipe Russi (COL) |
| 28 maart Vriendschappelijk № 241 «onderlinge duels» | Adolfo Valencia 11' Alexis Mendoza 32' Faustino Asprilla 37' Adolfo Valencia 38' |       | 10' Óscar Sánchez | Estadio Atanasio Girardot, Medellín Toeschouwers: 25.500 Scheidsrechter: Felipe Russi (COL) |

|                                                             |                                                        |       |                            |                                                                                           |
| 24 april WK-kwalificatie № 242 «onderlinge duels» 21:10 uur | Argentinië                                             | 3 – 1 | Bolivia                    | Estadio Monumental, Buenos Aires Toeschouwers: 49.750 Scheidsrechter: Mario Sánchez (CHI) |
| 24 april WK-kwalificatie № 242 «onderlinge duels» 21:10 uur | Ariel Ortega 8' Ariel Ortega 18' Gabriel Batistuta 49' |       | 42' Julio César Baldivieso | Estadio Monumental, Buenos Aires Toeschouwers: 49.750 Scheidsrechter: Mario Sánchez (CHI) |

|                                                  |                      |       |                       |                                                                                       |
| 5 mei Vriendschappelijk № 243 «onderlinge duels» | El Salvador          | 1 – 1 | Bolivia               | RFK Stadium, Washington Toeschouwers: 4.000 Scheidsrechter: Esfandiar Baharmast (USA) |
| 5 mei Vriendschappelijk № 243 «onderlinge duels» | Guillermo Rivera 30' |       | 4' Juan Berthy Suárez | RFK Stadium, Washington Toeschouwers: 4.000 Scheidsrechter: Esfandiar Baharmast (USA) |

|                                                   |                                     |       |         |                                                                                           |
| 26 mei Vriendschappelijk № 244 «onderlinge duels» | Chili                               | 2 – 0 | Bolivia | Estadio Nacional, Santiago Toeschouwers: 24.307 Scheidsrechter: Luis Héctor Oliveto (ARG) |
| 26 mei Vriendschappelijk № 244 «onderlinge duels» | Marcelo Salas 32' Marcelo Salas 38' |       |         | Estadio Nacional, Santiago Toeschouwers: 24.307 Scheidsrechter: Luis Héctor Oliveto (ARG) |

|                                        |                 |       |         |                                                                           |
| 8 juni US Cup № 245 «onderlinge duels» | Mexico          | 1 – 0 | Bolivia | Cotton Bowl, Dallas Toeschouwers: 14.000 Scheidsrechter: Brian Hall (USA) |
| 8 juni US Cup № 245 «onderlinge duels» | Luis García 80' |       |         | Cotton Bowl, Dallas Toeschouwers: 14.000 Scheidsrechter: Brian Hall (USA) |

|                                         |                  |                                    |         |                                                                               |
| 12 juni US Cup № 246 «onderlinge duels» | Verenigde Staten | 0 – 2                              | Bolivia | RFK Stadium, Washington Toeschouwers: 19.350 Scheidsrechter: Dino Bucci (CAN) |
| 12 juni US Cup № 246 «onderlinge duels» |                  | 2' Jaime Moreno 88' Milton Coimbra |         | RFK Stadium, Washington Toeschouwers: 19.350 Scheidsrechter: Dino Bucci (CAN) |

|                                         |                                                   |       |         |                                                                                                |
| 15 juni US Cup № 247 «onderlinge duels» | Ierland                                           | 3 – 0 | Bolivia | Giants Stadium, East Rutherford Toeschouwers: 14.624 Scheidsrechter: Esfandiar Baharmast (USA) |
| 15 juni US Cup № 247 «onderlinge duels» | Keith O'Neill 12' Keith O'Neill 32' Ian Harte 45' |       |         | Giants Stadium, East Rutherford Toeschouwers: 14.624 Scheidsrechter: Esfandiar Baharmast (USA) |

|                                                           | |       |                                                       |                                                                                             |
| 7 juli WK-kwalificatie № 248 «onderlinge duels» 16:00 uur | Bolivia | 6 – 1 | Venezuela                                             | Estadio Hernándo Siles, La Paz Toeschouwers: 43.822 Scheidsrechter: José Luis da Rosa (URU) |
| 7 juli WK-kwalificatie № 248 «onderlinge duels» 16:00 uur | Marco Sandy 4' Marco Etcheverry 41' (pen.) Julio César Baldivieso 61' Milton Coimbra 67' Juan Berthy Suárez 78' Roly Paniagua 85' |       | 42' Julio César Baldivieso 65' (pen.) Edson Tortolero | Estadio Hernándo Siles, La Paz Toeschouwers: 43.822 Scheidsrechter: José Luis da Rosa (URU) |

|                                                    |                                  |       |         | |
| 26 juli Vriendschappelijk № 249 «onderlinge duels» | Paraguay                         | 2 – 0 | Bolivia | Estadio Defensores del Chaco, Asunción Toeschouwers: 8.000 Scheidsrechter: Epifanio González (PAR) |
| 26 juli Vriendschappelijk № 249 «onderlinge duels» | Celso Ayala 26' José Cardozo 54' |       |         | Estadio Defensores del Chaco, Asunción Toeschouwers: 8.000 Scheidsrechter: Epifanio González (PAR) |

|                                                                |         |       |      |                                                                                           |
| 1 september WK-kwalificatie № 250 «onderlinge duels» 15:00 uur | Bolivia | 0 – 0 | Peru | Estadio Hernándo Siles, La Paz Toeschouwers: 48.304 Scheidsrechter: Oscar Velazquez (PAR) |
| 1 september WK-kwalificatie № 250 «onderlinge duels» 15:00 uur |         |       |      | Estadio Hernándo Siles, La Paz Toeschouwers: 48.304 Scheidsrechter: Oscar Velazquez (PAR) |

|                                                              |                             |       |         |                                                                                           |
| 8 oktober WK-kwalificatie № 251 «onderlinge duels» 20:30 uur | Uruguay                     | 1 – 0 | Bolivia | Estadio Centenario, Montevideo Toeschouwers: 60.000 Scheidsrechter: Paolo Borgosano (VEN) |
| 8 oktober WK-kwalificatie № 251 «onderlinge duels» 20:30 uur | Juan Manuel Peña 64' (e.d.) |       |         | Estadio Centenario, Montevideo Toeschouwers: 60.000 Scheidsrechter: Paolo Borgosano (VEN) |

|                                                                |                                          |       |                                             |                                                                                      |
| 10 november WK-kwalificatie № 252 «onderlinge duels» 15:00 uur | Bolivia                                  | 2 – 2 | Colombia                                    | Estadio Hernándo Siles, La Paz Toeschouwers: 43.173 Scheidsrechter: José Arana (PER) |
| 10 november WK-kwalificatie № 252 «onderlinge duels» 15:00 uur | Marco Antonio Sandy 16' Jaime Moreno 44' |       | 39' (pen.) Mauricio Serna 54' Freddy Rincón | Estadio Hernándo Siles, La Paz Toeschouwers: 43.173 Scheidsrechter: José Arana (PER) |

|                                                                |         |       |          |                                                                                        |
| 15 december WK-kwalificatie № 253 «onderlinge duels» 15:00 uur | Bolivia | 0 – 0 | Paraguay | Estadio Hernándo Siles, La Paz Toeschouwers: 41.076 Scheidsrechter: Jorge Nieves (URU) |
| 15 december WK-kwalificatie № 253 «onderlinge duels» 15:00 uur |         |       |          | Estadio Hernándo Siles, La Paz Toeschouwers: 41.076 Scheidsrechter: Jorge Nieves (URU) |

### 1997
|                                                     |                                      |       |         |                                                                                      |
| 12 januari WK-kwalificatie № 254 «onderlinge duels» | Bolivia                              | 2 – 0 | Ecuador | Estadio Hernando Siles, La Paz Toeschouwers: 39.968 Scheidsrechter: Óscar Ruiz (COL) |
| 12 januari WK-kwalificatie № 254 «onderlinge duels» | Jaime Moreno 7' Marco Etcheverry 12' |       |         | Estadio Hernando Siles, La Paz Toeschouwers: 39.968 Scheidsrechter: Óscar Ruiz (COL) |

|                                                       |         |                  |           |                                                                                                   |
| 2 februari Vriendschappelijk № 255 «onderlinge duels» | Bolivia | 0 – 1            | Slowakije | Estadio Félix Capriles, Cochabamba Toeschouwers: 30.000 Scheidsrechter: Juan Carlos Lugones (BOL) |
| 2 februari Vriendschappelijk № 255 «onderlinge duels» |         | 83' Jozef Kožlej |           | Estadio Félix Capriles, Cochabamba Toeschouwers: 30.000 Scheidsrechter: Juan Carlos Lugones (BOL) |

|                                                      |                    |       |                    |                                                                                          |
| 12 februari WK-kwalificatie № 256 «onderlinge duels» | Bolivia            | 1 – 1 | Chili              | Estadio Hernando Siles, La Paz Toeschouwers: 41.908 Scheidsrechter: Alberto Tejada (PER) |
| 12 februari WK-kwalificatie № 256 «onderlinge duels» | Vladimir Soria 28' |       | 44' Pedro González | Estadio Hernando Siles, La Paz Toeschouwers: 41.908 Scheidsrechter: Alberto Tejada (PER) |

|                                                     | |       |         |                                                                                     |
| 23 maart Vriendschappelijk № 257 «onderlinge duels» | Bolivia | 6 – 0 | Jamaica | Estadio Jesús Bermúdez, Oruro Toeschouwers: 5.000 Scheidsrechter: René Ortubé (BOL) |
| 23 maart Vriendschappelijk № 257 «onderlinge duels» | Óscar Sánchez 13' Mauro Blanco 23' Juan Berthy Suárez 26' Óscar Sánchez 62' Juan Berthy Suárez 77' Mauro Blanco 86' |       |         | Estadio Jesús Bermúdez, Oruro Toeschouwers: 5.000 Scheidsrechter: René Ortubé (BOL) |

|                                                            |                                                |       |                     |                                                                                           |
| 2 april WK-kwalificatie № 258 «onderlinge duels» 16:10 uur | Bolivia                                        | 2 – 1 | Argentinië          | Estadio Hernando Siles, La Paz Toeschouwers: 44.372 Scheidsrechter: Sidrack Marinho (BRA) |
| 2 april WK-kwalificatie № 258 «onderlinge duels» 16:10 uur | Marco Antonio Sandy 8' Fernando Ochoaizpur 48' |       | 41' Néstor Gorosito | Estadio Hernando Siles, La Paz Toeschouwers: 44.372 Scheidsrechter: Sidrack Marinho (BRA) |

|                                                           |                       |       |                     |                                                                                           |
| 8 juni WK-kwalificatie № 259 «onderlinge duels» 16:00 uur | Venezuela             | 1 – 1 | Bolivia             | Estadio Luis Loreto Lira, Valera Toeschouwers: 3.352 Scheidsrechter: Márcio Rezende (BRA) |
| 8 juni WK-kwalificatie № 259 «onderlinge duels» 16:00 uur | Giovanni Savarese 70' |       | 80' Ramiro Castillo | Estadio Luis Loreto Lira, Valera Toeschouwers: 3.352 Scheidsrechter: Márcio Rezende (BRA) |

| Copa América 1997 |
| ----------------- |

|                                               |                    |       |           |                                                                                        |
| 12 juni Copa América № 260 «onderlinge duels» | Bolivia            | 1 – 0 | Venezuela | Estadio Hernando Siles, La Paz Toeschouwers: 28.000 Scheidsrechter: Byron Moreno (ECU) |
| 12 juni Copa América № 260 «onderlinge duels» | Milton Coimbra 60' |       |           | Estadio Hernando Siles, La Paz Toeschouwers: 28.000 Scheidsrechter: Byron Moreno (ECU) |

|                                               |                                                 |       |      |                                                                                           |
| 15 juni Copa América № 261 «onderlinge duels» | Bolivia                                         | 2 – 0 | Peru | Estadio Hernando Siles, La Paz Toeschouwers: 28.000 Scheidsrechter: Rodrigo Badilla (CRC) |
| 15 juni Copa América № 261 «onderlinge duels» | Marco Etcheverry 45' Julio César Baldivieso 50' |       |      | Estadio Hernando Siles, La Paz Toeschouwers: 28.000 Scheidsrechter: Rodrigo Badilla (CRC) |

|                                               |                            |       |         |                                                                                           |
| 18 juni Copa América № 262 «onderlinge duels» | Bolivia                    | 1 – 0 | Uruguay | Estadio Hernando Siles, La Paz Toeschouwers: 30.000 Scheidsrechter: Antonio Marrufo (MEX) |
| 18 juni Copa América № 262 «onderlinge duels» | Julio César Baldivieso 28' |       |         | Estadio Hernando Siles, La Paz Toeschouwers: 30.000 Scheidsrechter: Antonio Marrufo (MEX) |

|                                                           |                                       |       |                    |                                                                                            |
| 21 juni Copa América Kwartfinale № 263 «onderlinge duels» | Bolivia                               | 2 – 1 | Colombia           | Estadio Hernando Siles, La Paz Toeschouwers: 30.000 Scheidsrechter: Horacio Elizondo (ARG) |
| 21 juni Copa América Kwartfinale № 263 «onderlinge duels» | Marco Etcheverry 3' Erwin Sánchez 23' |       | 56' Hermán Gaviria | Estadio Hernando Siles, La Paz Toeschouwers: 30.000 Scheidsrechter: Horacio Elizondo (ARG) |

|                                                            |                                                        |       |                    |                                                                                             |
| 25 juni Copa América Halve finale № 264 «onderlinge duels» | Bolivia                                                | 3 – 1 | Mexico             | Estadio Hernando Siles, La Paz Toeschouwers: 46.000 Scheidsrechter: Epifanio González (PAR) |
| 25 juni Copa América Halve finale № 264 «onderlinge duels» | Erwin Sánchez 26' Ramiro Castillo 44' Jaime Moreno 75' |       | 4' Nicolás Ramírez | Estadio Hernando Siles, La Paz Toeschouwers: 46.000 Scheidsrechter: Epifanio González (PAR) |

|                                                      |                   |       |                                          |                                                                                        |
| 29 juni Copa América Finale № 265 «onderlinge duels» | Bolivia           | 1 – 3 | Brazilië                                 | Estadio Hernando Siles, La Paz Toeschouwers: 45.000 Scheidsrechter: Jorge Nieves (URU) |
| 29 juni Copa América Finale № 265 «onderlinge duels» | Erwin Sánchez 45' |       | 40' Edmundo 78' Ronaldo 90+2' Zé Roberto | Estadio Hernando Siles, La Paz Toeschouwers: 45.000 Scheidsrechter: Jorge Nieves (URU) |

|  |  |  |  |  |  |  |  |  |

|                                                           |                                |       |                    |                                                                                   |
| 6 juli WK-kwalificatie № 266 «onderlinge duels» 15:30 uur | Peru                           | 2 – 1 | Bolivia            | Estadio Nacional, Lima Toeschouwers: 31.489 Scheidsrechter: Wilson Mendonça (BRA) |
| 6 juli WK-kwalificatie № 266 «onderlinge duels» 15:30 uur | Germán Carty 9' Jorge Soto 53' |       | 56' Luis Cristaldo | Estadio Nacional, Lima Toeschouwers: 31.489 Scheidsrechter: Wilson Mendonça (BRA) |

|                                                  |                      |       |         |                                                                                                |
| 20 juli WK-kwalificatie № 267 «onderlinge duels» | Bolivia              | 1 – 0 | Uruguay | Estadio Hernando Siles, La Paz Toeschouwers: 27.874 Scheidsrechter: Arturo Brizio Carter (MEX) |
| 20 juli WK-kwalificatie № 267 «onderlinge duels» | Marco Etcheverry 75' |       |         | Estadio Hernando Siles, La Paz Toeschouwers: 27.874 Scheidsrechter: Arturo Brizio Carter (MEX) |

|                                                      |                                                                |       |         |                                                                                                 |
| 20 augustus WK-kwalificatie № 268 «onderlinge duels» | Colombia                                                       | 3 – 0 | Bolivia | Estadio Metropolitano, Barranquilla Toeschouwers: 25.912 Scheidsrechter: Cláudio Vinícius (BRA) |
| 20 augustus WK-kwalificatie № 268 «onderlinge duels» | Antony de Ávila 1' Carlos Valderrama 30' Faustino Asprilla 76' |       |         | Estadio Metropolitano, Barranquilla Toeschouwers: 25.912 Scheidsrechter: Cláudio Vinícius (BRA) |

|                                                                 |                                             |       |                        | |
| 10 september WK-kwalificatie № 269 «onderlinge duels» 21:00 uur | Paraguay                                    | 2 – 1 | Bolivia                | Estadio Defensores del Chaco, Asunción Toeschouwers: 40.341 Scheidsrechter: Benito Archundia (MEX) |
| 10 september WK-kwalificatie № 269 «onderlinge duels» 21:00 uur | Miguel Ángel Benítez 26' Carlos Gamarra 37' |       | 58' Juan Berthy Suárez | Estadio Defensores del Chaco, Asunción Toeschouwers: 40.341 Scheidsrechter: Benito Archundia (MEX) |

|                                                     |                    |       |         |                                                                                               |
| 12 oktober WK-kwalificatie № 270 «onderlinge duels» | Ecuador            | 1 – 0 | Bolivia | Estadio Monumental, Guayaquil Toeschouwers: 14.568 Scheidsrechter: Arturo Brizio Carter (MEX) |
| 12 oktober WK-kwalificatie № 270 «onderlinge duels» | Ariel Graziani 26' |       |         | Estadio Monumental, Guayaquil Toeschouwers: 14.568 Scheidsrechter: Arturo Brizio Carter (MEX) |

|                                                      |                                                        |       |         |                                                                                       |
| 16 november WK-kwalificatie № 271 «onderlinge duels» | Chili                                                  | 3 – 0 | Bolivia | Estadio Nacional, Santiago Toeschouwers: 74.777 Scheidsrechter: Wilson Mendonça (BRA) |
| 16 november WK-kwalificatie № 271 «onderlinge duels» | Rodrigo Barrera 23' Marcelo Salas 40' Juan Carreño 83' |       |         | Estadio Nacional, Santiago Toeschouwers: 74.777 Scheidsrechter: Wilson Mendonça (BRA) |

### 1998
- Geen officiële interlands gespeeld

### 1999
|                                                       |         |       |                  | |
| 24 januari Vriendschappelijk № 272 «onderlinge duels» | Bolivia | 0 – 0 | Verenigde Staten | Estadio Ramón Tahuichi Aguilera, Santa Cruz Toeschouwers: 39.000 Scheidsrechter: Juan Carlos Paniagua (BOL) |
| 24 januari Vriendschappelijk № 272 «onderlinge duels» |         |       |                  | Estadio Ramón Tahuichi Aguilera, Santa Cruz Toeschouwers: 39.000 Scheidsrechter: Juan Carlos Paniagua (BOL) |

|                                                    |         |       |         |                                                                                    |
| 3 maart Vriendschappelijk № 273 «onderlinge duels» | Bolivia | 0 – 0 | Jamaica | Estadio Mateo Flores, Guatemala-Stad Toeschouwers: 15.000 Scheidsrechter: onbekend |
| 3 maart Vriendschappelijk № 273 «onderlinge duels» |         |       |         | Estadio Mateo Flores, Guatemala-Stad Toeschouwers: 15.000 Scheidsrechter: onbekend |

|                                                    |           |                                                                   |         |                                                                                                  |
| 5 maart Vriendschappelijk № 274 «onderlinge duels» | Guatemala | 0 – 3                                                             | Bolivia | Estadio Mateo Flores, Guatemala-Stad Toeschouwers: 10.000 Scheidsrechter: Rafael Rodríguez (ESA) |
| 5 maart Vriendschappelijk № 274 «onderlinge duels» |           | 9' Fernando Ochaizpur 55' Milton Coimbra 63' (pen.) Óscar Sánchez |         | Estadio Mateo Flores, Guatemala-Stad Toeschouwers: 10.000 Scheidsrechter: Rafael Rodríguez (ESA) |

|                                                    |                                                         |       |         |                                                                                              |
| 7 maart Vriendschappelijk № 275 «onderlinge duels» | Paraguay                                                | 3 – 0 | Bolivia | Estadio Mateo Flores, Guatemala-Stad Toeschouwers: 25.000 Scheidsrechter: Fredy Burgos (GUA) |
| 7 maart Vriendschappelijk № 275 «onderlinge duels» | Mauro Caballero 18' Delio Toledo 61' Tomás González 67' |       |         | Estadio Mateo Flores, Guatemala-Stad Toeschouwers: 25.000 Scheidsrechter: Fredy Burgos (GUA) |

|                                          |                                   |       |                       |                                                                                           |
| 11 maart US Cup № 276 «onderlinge duels» | Mexico                            | 2 – 1 | Bolivia               | Memorial Coliseum, Los Angeles Toeschouwers: 34.154 Scheidsrechter: Timothy Weyland (USA) |
| 11 maart US Cup № 276 «onderlinge duels» | Joel Sánchez 54' Joel Sánchez 60' |       | 4' Fernando Ochaizpur | Memorial Coliseum, Los Angeles Toeschouwers: 34.154 Scheidsrechter: Timothy Weyland (USA) |

|                                          |                                    |       |                       |                                                                                   |
| 13 maart US Cup № 277 «onderlinge duels» | Guatemala                          | 2 – 1 | Bolivia               | Qualcomm Stadium, San Diego Toeschouwers: 50.324 Scheidsrechter: Brian Hall (USA) |
| 13 maart US Cup № 277 «onderlinge duels» | Jorge Pérez 18' Edgar Valencia 26' |       | 49' Juan Carlos Farah | Qualcomm Stadium, San Diego Toeschouwers: 50.324 Scheidsrechter: Brian Hall (USA) |

|                                                     |                               |       |                   |                                                                                               |
| 28 april Vriendschappelijk № 278 «onderlinge duels» | Bolivia                       | 1 – 1 | Chili             | Estadio Félix Capriles, Cochabamba Toeschouwers: 32.000 Scheidsrechter: José Luis Arana (PER) |
| 28 april Vriendschappelijk № 278 «onderlinge duels» | Víctor Hugo Antelo 18' (pen.) |       | 65' David Pizarro | Estadio Félix Capriles, Cochabamba Toeschouwers: 32.000 Scheidsrechter: José Luis Arana (PER) |

|                                                    |                   |       |         |                                                                                       |
| 20 juni Vriendschappelijk № 279 «onderlinge duels» | Chili             | 1 – 0 | Bolivia | Estadio Nacional, Santiago Toeschouwers: 25.000 Scheidsrechter: Jorge Larrionda (URU) |
| 20 juni Vriendschappelijk № 279 «onderlinge duels» | Raúl Palacios 13' |       |         | Estadio Nacional, Santiago Toeschouwers: 25.000 Scheidsrechter: Jorge Larrionda (URU) |

| Copa América |
| ------------ |

|                                                       |          |       |         |                                                                                                 |
| 29 juni Copa América Groep A № 280 «onderlinge duels» | Paraguay | 0 – 0 | Bolivia | Estadio Defensores del Chaco, Asunción Toeschouwers: 43.000 Scheidsrechter: Mario Sánchez (CHI) |
| 29 juni Copa América Groep A № 280 «onderlinge duels» |          |       |         | Estadio Defensores del Chaco, Asunción Toeschouwers: 43.000 Scheidsrechter: Mario Sánchez (CHI) |

|                                                      |                   |       |         |                                                                                                  |
| 2 juli Copa América Groep A № 281 «onderlinge duels» | Peru              | 1 – 0 | Bolivia | Estadio Defensores del Chaco, Asunción Toeschouwers: 30.000 Scheidsrechter: Luis Solórzano (VEN) |
| 2 juli Copa América Groep A № 281 «onderlinge duels» | Ysrael Zúñiga 87' |       |         | Estadio Defensores del Chaco, Asunción Toeschouwers: 30.000 Scheidsrechter: Luis Solórzano (VEN) |

|                                                      |                   |       |                         | |
| 5 juli Copa América Groep A № 282 «onderlinge duels» | Bolivia           | 1 – 1 | Japan                   | Monumental Rio Parapiti, Pedro Juan Caballero Toeschouwers: 20.000 Scheidsrechter: Benito Archundia (MEX) |
| 5 juli Copa América Groep A № 282 «onderlinge duels» | Erwin Sánchez 18' |       | 75' (pen.) Wagner Lopes | Monumental Rio Parapiti, Pedro Juan Caballero Toeschouwers: 20.000 Scheidsrechter: Benito Archundia (MEX) |

| FIFA Confederations Cup |
| ----------------------- |

|                                                                       |                                        |       |                                         |                                                                                     |
| 25 juli Confederations Cup Groep A № 283 «onderlinge duels» 12:00 uur | Bolivia                                | 2 – 2 | Egypte                                  | Estadio Azteca, Mexico-Stad Toeschouwers: 85.000 Scheidsrechter: Anders Frisk (SWE) |
| 25 juli Confederations Cup Groep A № 283 «onderlinge duels» 12:00 uur | Limberg Gutiérrez 21' Renny Ribera 40' |       | 8' Abdel Sattar Sabry 63' Yasser Radwan | Estadio Azteca, Mexico-Stad Toeschouwers: 85.000 Scheidsrechter: Anders Frisk (SWE) |

|                                                                       |         |       |               |                                                                                   |
| 27 juli Confederations Cup Groep A № 284 «onderlinge duels» 18:00 uur | Bolivia | 0 – 0 | Saoedi-Arabië | Estadio Azteca, Mexico-Stad Toeschouwers: 85.000 Scheidsrechter: Brian Hall (USA) |
| 27 juli Confederations Cup Groep A № 284 «onderlinge duels» 18:00 uur |         |       |               | Estadio Azteca, Mexico-Stad Toeschouwers: 85.000 Scheidsrechter: Brian Hall (USA) |

|                                                                       |                        |       |         |                                                                                   |
| 29 juli Confederations Cup Groep A № 285 «onderlinge duels» 20:30 uur | Mexico                 | 1 – 0 | Bolivia | Estadio Azteca, Mexico-Stad Toeschouwers: 55.000 Scheidsrechter: Óscar Ruíz (COL) |
| 29 juli Confederations Cup Groep A № 285 «onderlinge duels» 20:30 uur | Francisco Palencia 52' |       |         | Estadio Azteca, Mexico-Stad Toeschouwers: 55.000 Scheidsrechter: Óscar Ruíz (COL) |

|  |  |  |  |  |  |  |  |  |

|                                                        |         |       |           |                                                                                |
| 26 augustus Vriendschappelijk № 286 «onderlinge duels» | Bolivia | 0 – 0 | Venezuela | Estadio Patria, Sucre Toeschouwers: 11.376 Scheidsrechter: Alfred Bernal (BOL) |
| 26 augustus Vriendschappelijk № 286 «onderlinge duels» |         |       |           | Estadio Patria, Sucre Toeschouwers: 11.376 Scheidsrechter: Alfred Bernal (BOL) |

|                                                        |          |       |         | |
| 3 november Copa Paz del Chaco № 287 «onderlinge duels» | Paraguay | 0 – 0 | Bolivia | Estadio Deportivo Español, Buenos Aires Toeschouwers: 12.000 Scheidsrechter: Horacio Elizondo (ARG) |
| 3 november Copa Paz del Chaco № 287 «onderlinge duels» |          |       |         | Estadio Deportivo Español, Buenos Aires Toeschouwers: 12.000 Scheidsrechter: Horacio Elizondo (ARG) |

FBF · A-internationals · Selecties · Bondscoaches · Statistieken · Boliviaans vrouwenelftal · Olympisch elftal · Bolivia U21 · Bolivia U20 · Bolivia U19 · Bolivia U18 · Bolivia U17
1926–1949 · 
1950–1959 · 
1960–1969 · 
1970–1979 · 
1980–1989 · 
1990–1999 · 
2000–2009 · 
2010–2019 ·
2020−2029
CC 1999
WK 1930 · 
WK 1950 · 
WK 1994
1926 · 
1927 · 
1927 · 1928 · 1929 · 
1930 · 
1931 · 1932 · 1933 · 1934 · 1935 · 1936 · 1937 · 
1938 · 
1939 · 1940 · 1941 · 1942 · 1943 · 1944 · 
1945 · 
1946 · 
1947 · 
1948 · 
1949 · 
1950 · 
1951 · 1952 · 
1953 · 
1954 · 1955 · 1956 · 
1957 · 
1958 · 
1959 · 
1960 · 
1961 · 
1962 · 
1963 · 
1964 · 
1965 · 
1966 · 
1967 · 
1968 · 
1969 · 
1970 · 
1971 · 
1972 · 
1973 · 
1974 · 
1975 · 
1976 · 
1977 · 
1978 · 
1979 · 
1980 · 
1981 · 
1982 · 
1983 · 
1984 · 
1985 · 
1986 · 
1987 · 
1988 · 
1989 · 
1990 · 
1991 · 
1992 · 
1993 · 
1994 · 
1995 · 
1996 · 
1997 · 
1998 · 
1999 · 
2000 · 
2001 · 
2002 · 
2003 · 
2004 · 
2005 · 
2006 · 
2007 · 
2008 · 
2009 · 
2010 ·
2011 · 
2012 · 
2013 · 
2014 · 
2015 · 
2016 ·
2017 ·
2018 ·
2019 ·
2020 ·
2021 ·
2022 ·
2023 ·
2024
Algerije ·
Andorra ·
Argentinië ·
Brazilië ·
Bulgarije · 
Chili ·
Colombia ·
Costa Rica ·
Cuba ·
Curaçao ·
DDR ·
Duitsland ·
Ecuador ·
Egypte ·
El Salvador ·
Finland ·
Frankrijk ·
Griekenland ·
Guatemala ·
Guyana ·
Haïti ·
Honduras ·
Hongarije ·
Ierland ·
IJsland ·
Irak ·
Iran ·
Jamaica ·
Japan ·
Joegoslavië ·
Kameroen ·
Letland ·
Mexico ·
Myanmar ·
Nicaragua ·
Noord-Korea ·
Oezbekistan ·
Panama ·
Paraguay ·
Peru ·
Polen ·
Portugal ·
Roemenië ·
Rusland ·
Saoedi-Arabië ·
Senegal ·
Servië ·
Slowakije ·
Spanje ·
Trinidad en Tobago ·
Tsjecho-Slowakije ·
Uruguay ·
Venezuela ·
Verenigde Arabische Emiraten ·
Verenigde Staten ·
Zuid-Afrika ·
Zuid-Korea ·
Zwitserland
CONMEBOL: Bolivia · Chili  · Colombia · Ecuador · Uruguay · Venezuela

UEFA: Albanië · Andorra · Armenië · Azerbeidzjan · België · Bosnië en Herzegovina · Bulgarije · Cyprus · Denemarken · Duitsland · Engeland · Estland · Faeröer · Finland · Frankrijk · Georgië · Griekenland · Hongarije · IJsland · Ierland · Israël · Italië · Joegoslavië · Kroatië · Letland · Liechtenstein · Litouwen · Luxemburg · Malta · Moldavië · Nederland · Noord-Ierland · Noord-Macedonië · Noorwegen · Oekraïne · Oostenrijk · Polen · Portugal · Roemenië · Rusland · San Marino · Schotland · Slovenië · Slowakije · Sovjet-Unie ·  Spanje · Tsjechië · Tsjecho-Slowakije · Turkije · Wales · Wit-Rusland · Zweden · Zwitserland

AFC: Kazachstan

CAF: Madagaskar

CONCACAF: Belize · Canada